# Cantores que reflexionan: sintiendo a Violeta
Cantores que reflexionan: sintiendo a Violeta es un álbum tributo a la cantautora chilena Violeta Parra, lanzado el 2007 por el sello Feria Music. Cuenta con la participación de varios músicos chilenos de la escena musical contemporánea.

## Lista de canciones
1. Gracias a la vida (Los Tres)
2. Run Run se fue pa'l norte (Francisca Valenzuela)
3. Ayúdame Valentina (Gepe)
4. Ausencia (Javiera Mena y Diego Morales)
5. Maldigo del alto cielo (Gonzalo Yáñez)
6. Cantores que reflexionan (Primavera de Praga)
7. La jardinera (Ángel Parra Trío)
8. El Albertío (Javiera y Los Imposibles)
9. Qué pena siente el alma (De Saloon)
10. Volver a los 17 (Muza)
11. La exiliada del sur (Los Bunkers)
12. Gracias a la vida (Jorge González)